# Contrat de travail à durée déterminée
Le contrat de travail à durée déterminée est un contrat de travail dont la terminaison survient à l'échéance d'un terme. Les règles juridiques applicables au contrat de travail à durée déterminée sont distinctes des règles applicables au contrat de travail à durée indéterminée. 

## Généralités
Ces contrats sont généralement réglementés par les lois relatives aux normes du travail des différents pays, afin de garantir que les employeurs respectent toujours les normes fondamentales du travail auxquelles ont droit les travailleurs, quelle que soit la forme du contrat, en particulier en cas de congédiement injuste. 
En règle générale, les contrats à durée déterminée seront automatiquement réputés avoir créé un contrat permanent, sous réserve du droit de l'employeur de mettre fin à l'emploi avec un préavis raisonnable pour un motif valable. Dans l'Union européenne, l'incidence des contrats à durée déterminée varie de 6 % au Royaume-Uni à 23 % en Espagne, l'Allemagne, l'Italie et la France se situant dans une échelle entre 13 % et 16 %.

## Droit par pays

### Allemagne
Les contrats à durée déterminée ne peuvent être prolongés plus de trois fois avec une durée totale maximale de deux ans.

### Belgique
Il existe deux possibilités de contracter des CDD successifs :
1. Des contrats de travail successifs d'une durée maximale de deux ans : un maximum de quatre contrats de travail à durée déterminée successifs, la durée minimale de chaque contrat étant de trois mois et la durée totale de tous les contrats successifs n'excédant pas deux ans ;
2. Des contrats de travail successifs d'une durée maximale de trois ans : avec l'autorisation préalable du Service public fédéral Emploi, Travail et Concertation sociale, des contrats à durée déterminée successifs peuvent être conclus d'une durée minimale de six mois si la durée totale de tous les contrats successifs n'excèdent pas trois ans.

Par ailleurs, il existe le contrat de travail de remplacement, forme de contrat à durée déterminée utilisé pour remplacer un employé temporairement absent.

### Canada

#### Québec
L'article 2086 du Code civil du Québec énonce que le contrat de travail est à durée déterminée ou indéterminée. Pour que le contrat soit à durée déterminée, les parties doivent l'avoir stipulé de manière expresse, sinon il est à durée indéterminée. Le terme va mettre fin au contrat, sans autres formalités. Il peut aussi y avoir un contrat à durée déterminée implicite comme  dans le cas d'un contrat de camp de jour ou un contrat de pelletage de neige. 
Le congédiement pour cause de l'art. 2094 C.c.Q. s'applique autant pour le contrat à durée déterminée que celui à durée indéterminée. En cas de congédiement injustifié, le tribunal va accorder au salarié d'un contrat à durée déterminée le salaire dont il a été privé.
Par une lecture a contrario de l'art. 2091 C.c.Q., l’employeur ne peut pas rompre de manière unilatérale et sans motif un contrat à durée déterminée. Il ne peut pas procéder à un licenciement du salarié pour un motif d’ordre économique. Par conséquent, il doit donc respecter le lien d’emploi jusqu'à l'échéance du terme. Mais à l'arrivée du terme, il n'existe aucune obligation de  renouvellement du contrat de travail.
L'art. 82.1 de la Loi sur les normes du travail énonce que l'obligation de donner un délai de congé ne s'applique pas au contrat de travail à durée déterminée. Cette règle est compatible avec la disposition de l'art. 2091 C.c.Q.

### France
La durée maximale du terme est de 24 mois et elle peut être prolongée une fois seulement.

### Inde
L'Inde autorise les contrats de travail à durée déterminée depuis 2018. Les salariés à durée déterminée ont droit à un salaire et à des avantages sociaux équivalents à ceux des employés permanents.

### Royaume-Uni
Tout employé sous contrat à durée déterminée depuis quatre ans ou plus deviendra automatiquement un employé permanent, à moins que l'employeur ne puisse démontrer qu'il existe une bonne raison commerciale de ne pas le faire.
Le règlement de 2002 sur les employés à durée déterminée (prévention des traitements moins favorables) (SI 2002/2034), adopté le 30 juillet 2002 et entré en vigueur le 1er octobre 2002, a mis en œuvre la directive de l'UE sur le travail à durée déterminée (directive 99/70/CE ). Le Règlement de 2008 sur les employés à durée déterminée (prévention d'un traitement moins favorable) (amendement) (SI 2008/2776) a modifié les règlements de 2002 pour exclure les travailleurs à durée déterminée à l'emploi d'une agence de la couverture.